# Andy Pilgrim

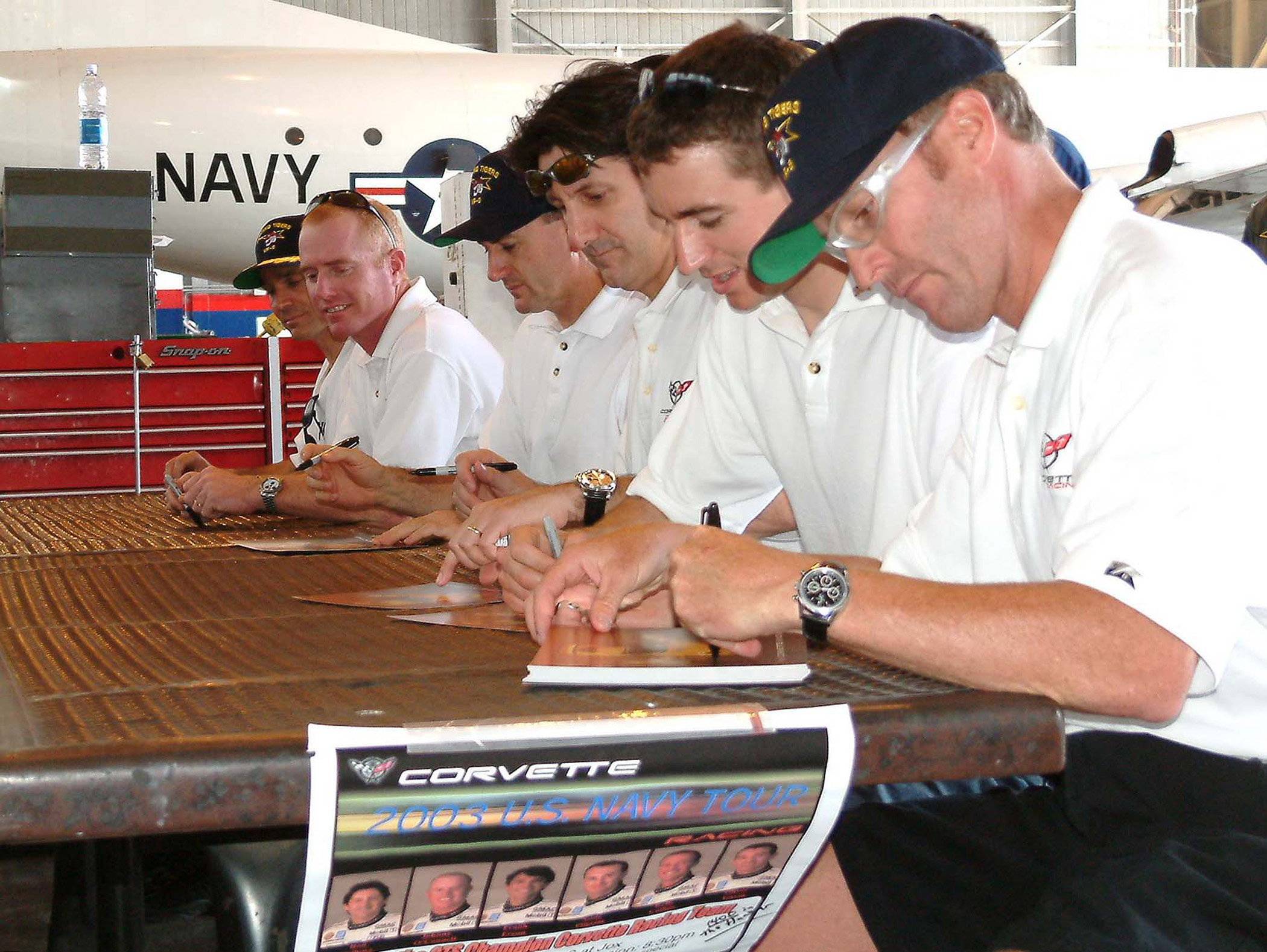
Andy Pilgrim (Dritter von links) bei einer Autogrammstunde der Corvette-Racing-Piloten 2003

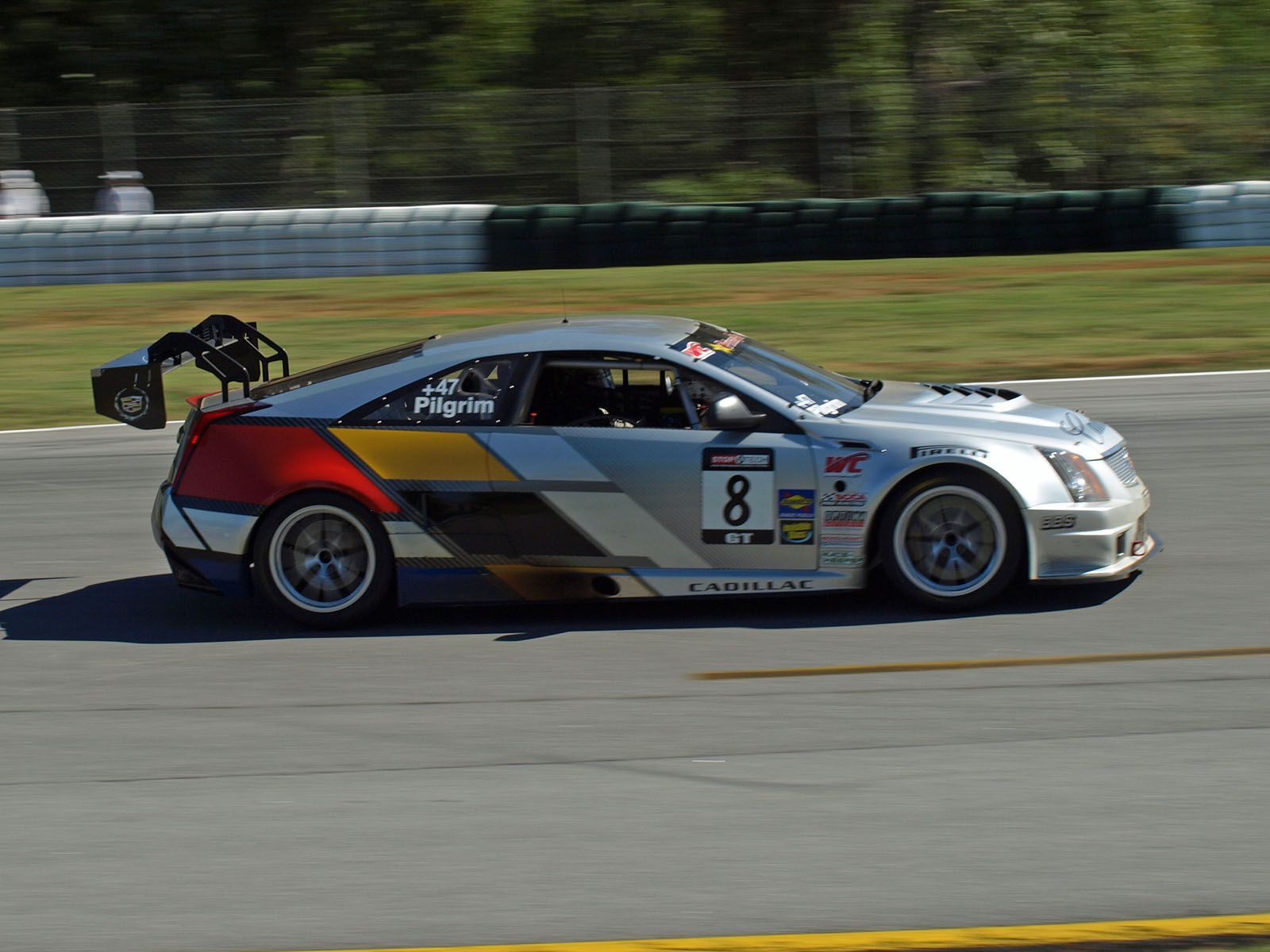
Der Cadillac CTS-V von Andy Pilgrim beim Petit Le Mans 2011

Andrew Thomas „Andy“ Pilgrim (* 18. August 1956 in Nottingham) ist ein britischer Autorennfahrer und Rennstallbesitzer, der seit 1998 die US-amerikanische Staatsbürgerschaft besitzt.

## Karriere als Rennfahrer
Andy Pilgrim Karriere begann in den 1980er-Jahren in verschiedenen Markenpokalen. 1989 ging er in die USA und startete in der SCCA Corvette Challenge. Die Meisterschaft beendete er als Gesamtsechster. Ab 1991 ging er regelmäßig in der IMSA-GTP-Serie und der Nachfolge-Meisterschaft, der IMSA-GT-Serie an den Start. Im selben Jahr gab er sein Debüt beim 24-Stunden-Rennen von Daytona und dem 12-Stunden-Rennen von Sebring.
In Daytona war Pilgrim bis 2017 beinahe jedes Jahr gemeldet. Nach einem fünften Gesamtrang 1997 und einem vierten Endrang 2001 gewann er dieses 24-Stunden-Rennen 2004 gemeinsam mit Christian Fittipaldi, Terry Borcheller und Forest Barber im Doran JE4. In Sebring war die beste Platzierung der dritte Rang mit Bob Wollek und Thierry Boutsen im Porsche 911 GT1 Evo 1998.
Anfang der 2000er-Jahre war er Werksfahrer bei Corvette Racing und wurde 2002 Gesamtdritter der GTS-Klasse der American Le Mans Series. Beim 24-Stunden-Rennen von Le Mans wurde er 2000 Dritter und 2003 Zweiter in der GTS-Klasse.
Bis zum Ablauf der Saison 2017 startete Pilgrim, der 2011 auch im Sprint Cup der NASCAR einige Rennen fuhr, bei 156 Sportwagenrennen. Dabei feierte er sieben Gesamt- und 17 Klassensiege. Unter der Bezeichnung Andy Pilgrim Racing betreibt er einen eigenen Rennstall.

## Statistik

### Le-Mans-Ergebnisse
| Jahr | Team                | Fahrzeug                | Teamkollege    | Teamkollege      | Platzierung | Ausfallgrund |
| ---- | ------------------- | ----------------------- | -------------- | ---------------- | ----------- | ------------ |
| 1996 | New Hardware Racing | Porsche 911 GT2         | Andrew Bagnall | Stéphane Ortelli | Rang 17     |              |
| 1997 | Roock Racing        | Porsche 911 GT2         | Bruno Eichmann | André Ahrlé      | Rang 10     |              |
| 2000 | Corvette Racing     | Chevrolet Corvette C5-R | Franck Fréon   | Kelly Collins    | Rang 10     |              |
| 2001 | Corvette Racing     | Chevrolet Corvette C5-R | Franck Fréon   | Kelly Collins    | Rang 14     |              |
| 2002 | Corvette Racing     | Chevrolet Corvette C5-R | Franck Fréon   | Kelly Collins    | Rang 13     |              |
| 2003 | Corvette Racing     | Chevrolet Corvette C5-R | Oliver Gavin   | Kelly Collins    | Rang 11     |              |

### Sebring-Ergebnisse
| Jahr | Team                       | Fahrzeug                | Teamkollege      | Teamkollege     | Teamkollege  | Platzierung             | Ausfallgrund    |
| ---- | -------------------------- | ----------------------- | ---------------- | --------------- | ------------ | ----------------------- | --------------- |
| 1991 | Morrison Motorsports       | Chevrolet Corvette      | R. K. Smith      |                 |              | Rang 16                 |                 |
| 1993 | Morrison Motorsports       | Chevrolet Corvette ZR-1 | John Heinricy    | Stu Hayner      |              | Rang 14                 |                 |
| 1994 | Morrison Motorsports       | Chevrolet Corvette      | John Heinricy    | Stu Hayner      |              | Rang 30                 |                 |
| 1995 | Rohr Corp.                 | Porsche 911 Carrera RSR | Larry Schumacher | Jeff Purner     |              | Rang 15                 |                 |
| 1996 | Schumacher Racing          | Porsche 911 Carrera RSR | Larry Schumacher | Will Pace       |              | Rang 11 und Klassensieg |                 |
| 1997 | Rohr Corp.                 | Porsche 911 GT2 Evo     | Robert Nearn     | Jochen Rohr     |              | Rang 7                  |                 |
| 1998 | Champion Motors            | Porsche 911 GT1 Evo     | Bob Wollek       | Thierry Boutsen |              | Rang 3                  |                 |
| 1999 | Doyle Racing Riley & Scott | Chevrolet Corvette C5-R | John Heinricy    | Scott Sharp     |              | Ausfall                 | Unfall          |
| 2000 | Corvette Racing            | Chevrolet Corvette C5-R | Franck Fréon     | Kelly Collins   |              | Rang 16                 |                 |
| 2001 | Corvette Racing            | Chevrolet Corvette C5-R | Franck Fréon     | Kelly Collins   |              | Rang 7                  |                 |
| 2002 | Corvette Racing            | Chevrolet Corvette C5-R | Franck Fréon     | Kelly Collins   |              | Rang 13                 |                 |
| 2003 | Corvette Racing            | Chevrolet Corvette C5-R | Oliver Gavin     | Kelly Collins   |              | Ausfall                 | Getriebeschaden |
| 2010 | GMG Racing                 | Porsche 997 GT3 Cup     | Bret Curtis      | James Sofronas  |              | Rang 26                 |                 |
| 2016 | Black Swan Racing          | Porsche 911 GT3 R       | Tim Pappas       | Nicky Catsburg  | Patrick Long | Rang 34                 |                 |